# Liga Insular do Sal de 2015–16
O Liga Regional (ou Insular) do Sal de 2015-16 foi a epoca de Associação Regional de Futebol do Sal (ARFS), competição de futebol.  Foi o primeiro tempo presentado com oito na Primeira Divisão e quatros na Segunda Divisão e 14 jogos por clube.[carece de fontes?] O temporada iniciado em 6 de fevereiro e terminado em 8 de maio.
O campeão do torneio foi o Académico do Aeroporto conqustou o 14a título recentemente é jogar em Campeonato Cabo-Verdiano de Futebol de 2016.
Académica do Aeroporto Novo possui-se 35 pontos e venceu 11 jogos  é uma recorde da clube.

## Clubes
| - Académica (Espargos) - Académico do Aeroporto - CS Santa Maria | - Chã de Matias - Gaviões - Hortelã - Jovens Unidos - RIbeira Funda - Nova Geração |

## Resumo da Temporada
A edição 2015-16 da Campeonato Regional (ou Insular) teve o Académico do Aeroporto.

### Primeira Divisão

#### Classificação Final
| # | Equipa                         | J  | V  | E | D  | GP | GC | SG  | Pts | Classificação                                                |
| - | ------------------------------ | -- | -- | - | -- | -- | -- | --- | --- | ------------------------------------------------------------ |
| 1 | Académico do Aeroporto (C) (Q) | 14 | 11 | 2 | 1  | 30 | 7  | +23 | 35  | Qualificado para Campeonato Cabo-Verdiano de Futebol de 2016 |
| 2 | Académica do Sal               | 14 | 9  | 0 | 5  | 24 | 19 | +5  | 27  |                                                              |
| 3 | Sport Club Santa Maria         | 14 | 7  | 1 | 6  | 20 | 17 | +3  | 22  |                                                              |
| 4 | Palmeira                       | 14 | 6  | 3 | 5  | 23 | 13 | +10 | 21  |                                                              |
| 5 | Verdun                         | 14 | 6  | 1 | 7  | 18 | 24 | −6  | 19  |                                                              |
| 6 | Florença                       | 14 | 5  | 2 | 7  | 16 | 20 | −4  | 17  |                                                              |
| 7 | Juventude                      | 14 | 3  | 3 | 8  | 17 | 23 | −6  | 12  |                                                              |
| 8 | ASGUI (R)                      | 14 | 3  | 0 | 11 | 17 | 42 | −25 | 9   | Rebaixado para 2016/17 Segunda Divisão do Sal                |

Fonte: [carece de fontes?]
Regras para classificação: 1º pontos; 2º saldo de gols; 3º gols pró.
(C) = Campeão; (R) = Rebaixado; (P) = Promovido; (O) = Vencedor do play-off; (A) = Classificado para a próxima fase. 
Somente aplicável se a temporada não tiver terminado: 
(Q) = Classificado para a fase do torneio indicada; (TQ) = Classificado para o torneio, mas não para a fase indicada; (DQ) = Desclassificado do torneio.

#### Segunda Divisão
- 1a: Gaviões

## Jogos
| Rodada 1            | Rodada 1 | Rodada 1            | Rodada 1        | Rodada 1 | Rodada 1 | Rodada 1 | Rodada 1 | Rodada 1 | Rodada 1 | Rodada 1 | Rodada 1 |
| Casa                | Gols     | Visitador           | Data            |          |          |          |          |          |          |          |          |
| ------------------- | -------- | ------------------- | --------------- | -------- | -------- | -------- | -------- | -------- | -------- | -------- | -------- |
| ASGUI               | 4 - 3    | Verdun              | 6 de fevereiro  |          |          |          |          |          |          |          |          |
| Académica Sal       | 2 - 1    | Palmeira            | 6 de fevereiro  |          |          |          |          |          |          |          |          |
| Santa Maria         | 0 - 1    | Académico Aeroporto | 7 de fevereiro  |          |          |          |          |          |          |          |          |
| Florença            | 0 - 0    | Juventude           | 7 de fevereiro  |          |          |          |          |          |          |          |          |
| Rodada 2            |          |                     |                 |          |          |          |          |          |          |          |          |
| Casa                | Gols     | Visitador           | Data            |          |          |          |          |          |          |          |          |
| Verdun              | 1 - 2    | Florença            | 13 de fevereiro |          |          |          |          |          |          |          |          |
| Juventude           | 1 - 4    | Santa Maria         | 13 de fevereiro |          |          |          |          |          |          |          |          |
| Palmeira            | 4 - 0    | ASGUI               | 14 de fevereiro |          |          |          |          |          |          |          |          |
| Académico Aeroporto | 1 - 0    | Académica Sal       | 14 de fevereiro |          |          |          |          |          |          |          |          |
| Rodada 3            |          |                     |                 |          |          |          |          |          |          |          |          |
| Casa                | Gols     | Visitador           | Data            |          |          |          |          |          |          |          |          |
| Académica Sal       | 0 - 2    | Juventude           | 20 de fevereiro |          |          |          |          |          |          |          |          |
| ASGUI               | 1 - 5    | Académico Aeroporto | 20 de fevereiro |          |          |          |          |          |          |          |          |
| Florença            | 1 - 2    | Palmeira            | 21 de fevereiro |          |          |          |          |          |          |          |          |
| Santa Maria         | 0 - 2    | Verdun              | 21 de fevereiro |          |          |          |          |          |          |          |          |
| Rodada 4            |          |                     |                 |          |          |          |          |          |          |          |          |
| Casa                | Gols     | Visitador           | Data            |          |          |          |          |          |          |          |          |
| Académico Aeroporto | 2 - 1    | Florença            | 27 de fevereiro |          |          |          |          |          |          |          |          |
| Palmeira            | 0 - 0    | Santa Maria         | 27 de fevereiro |          |          |          |          |          |          |          |          |
| Verdun              | 3 - 2    | Académica Sal       | 28 de fevereiro |          |          |          |          |          |          |          |          |
| Juventude           | 1 - 5    | ASGUI               | 28 de fevereiro |          |          |          |          |          |          |          |          |
| Rodada 5            |          |                     |                 |          |          |          |          |          |          |          |          |
| Casa                | Gols     | Visitador           | Data            |          |          |          |          |          |          |          |          |
| ASGUI               | 1 - 2    | Santa Maria         | 5 de março      |          |          |          |          |          |          |          |          |
| Académica Sal       | 2 - 3    | Florença            | 5 de março      |          |          |          |          |          |          |          |          |
| Juventude           | 0 - 0    | Palmeira            | 6 de março      |          |          |          |          |          |          |          |          |
| Académico Aeroporto | 0 - 0    | Verdun              | 6 de março      |          |          |          |          |          |          |          |          |
| Rodada 6            |          |                     |                 |          |          |          |          |          |          |          |          |
| Casa                | Gols     | Visitador           | Data            |          |          |          |          |          |          |          |          |
| Verdun              | 2 - 1    | Juventude           | 12 de março     |          |          |          |          |          |          |          |          |
| Académico Aeroporto | 1 - 1    | Palmeira            | 12 de março     |          |          |          |          |          |          |          |          |
| Florença            | 1 - 2    | ASGUI               | 13 de março     |          |          |          |          |          |          |          |          |
| Académica Sal       | 0 - 2    | Santa Maria         | 13 de março     |          |          |          |          |          |          |          |          |
| Rodada 7            |          |                     |                 |          |          |          |          |          |          |          |          |
| Casa                | Gols     | Visitador           | Data            |          |          |          |          |          |          |          |          |
| Santa Maria         | 3 - 1    | Florença            | 16 de março     |          |          |          |          |          |          |          |          |
| Palmeira            | 0 - 1    | Verdun              | 16 de março     |          |          |          |          |          |          |          |          |
| ASGUI               | 0 - 1    | Académica Sal       | 17 de março     |          |          |          |          |          |          |          |          |
| Juventude           | 1 - 3    | Académico Aeroporto | 17 de março     |          |          |          |          |          |          |          |          |
| Rodada 8            |          |                     |                 |          |          |          |          |          |          |          |          |
| Casa                | Gols     | Visitador           | Data            |          |          |          |          |          |          |          |          |
| Académico Aeroporto | 2 - 0    | Juventude           | 26 de março     |          |          |          |          |          |          |          |          |
| Santa Maria         | 0 - 2    | Académica Sal       | 26 de março     |          |          |          |          |          |          |          |          |
| Florença            | 1 - 3    | Verdun              | 27 de março     |          |          |          |          |          |          |          |          |
| ASGUI               | 1 - 6    | Palmeira            | 27 de março     |          |          |          |          |          |          |          |          |
| Rodada 9            |          |                     |                 |          |          |          |          |          |          |          |          |
| Casa                | Gols     | Visitador           | Data            |          |          |          |          |          |          |          |          |
| Verdun              | 1 - 0    | ASGUI               | 2 de abril      |          |          |          |          |          |          |          |          |
| Palmeira            | 2 - 0    | Juventude           | 2 de abril      |          |          |          |          |          |          |          |          |
| Académica Sal       | 2 - 0    | Académico Aeroporto | 3 de abril      |          |          |          |          |          |          |          |          |
| Florença            | 1 - 0    | Santa Maria         | 3 de abril      |          |          |          |          |          |          |          |          |
| Rodada 10           |          |                     |                 |          |          |          |          |          |          |          |          |
| Casa                | Gols     | Visitador           | Data            |          |          |          |          |          |          |          |          |
| Florença            | 0 - 3    | Académico Aeroporto | 9 de abril      |          |          |          |          |          |          |          |          |
| Santa Maria         | 2 - 0    | ASGUI               | 9 de abril      |          |          |          |          |          |          |          |          |
| Juventude           | 4 - 0    | Verdun              | 10 de abril     |          |          |          |          |          |          |          |          |
| Palmeira            | 2 - 3    | Académica Sal       | 10 de abril     |          |          |          |          |          |          |          |          |
| Rodada 11           |          |                     |                 |          |          |          |          |          |          |          |          |
| Casa                | Gols     | Visitador           | Data            |          |          |          |          |          |          |          |          |
| Palmeira            | 0 - 2    | Florença            | 16 de abril     |          |          |          |          |          |          |          |          |
| Académica Sal       | 3 - 1    | Verdun              | 16 de abril     |          |          |          |          |          |          |          |          |
| Santa Maria         | 3 - 1    | Juventude           | 17 de abril     |          |          |          |          |          |          |          |          |
| Académico Aeroporto | 4 - 0    | ASGUI               | 17 de abril     |          |          |          |          |          |          |          |          |
| Rodada 12           |          |                     |                 |          |          |          |          |          |          |          |          |
| Casa                | Gols     | Visitador           | Data            |          |          |          |          |          |          |          |          |
| Verdun              | 0 - 1    | Académico Aeroporto | 20 de abril     |          |          |          |          |          |          |          |          |
| Santa Maria         | 0 - 2    | Palmeira            | 20 de abril     |          |          |          |          |          |          |          |          |
| Académica Sal       | 4 - 3    | ASGUI               | 21 de abril     |          |          |          |          |          |          |          |          |
| Juventude           | 0 - 0    | Florença            | 21 de abril     |          |          |          |          |          |          |          |          |
| Rodada 13           |          |                     |                 |          |          |          |          |          |          |          |          |
| Casa                | Gols     | Visitador           | Data            |          |          |          |          |          |          |          |          |
| Verdun              | 1 - 3    | Santa Maria         | 23 de abril     |          |          |          |          |          |          |          |          |
| Palmeira            | 0 - 2    | Académico Aeroporto | 23 de abril     |          |          |          |          |          |          |          |          |
| Florença            | 0 - 2    | Académica Sal       | 24 de abril     |          |          |          |          |          |          |          |          |
| ASGUI               | 0 - 5    | Juventude           | 21 de abril     |          |          |          |          |          |          |          |          |
| Rodada 14           |          |                     |                 |          |          |          |          |          |          |          |          |
| Casa                | Gols     | Visitador           | Data            |          |          |          |          |          |          |          |          |
| Verdun              | 0 - 3    | Palmeira            | 7 de maio       |          |          |          |          |          |          |          |          |
| Juventude           | 1 - 2    | Académica Sal       | 7 de maio       |          |          |          |          |          |          |          |          |
| ASGUI               | 0 - 3    | Florença            | 8 de maio       |          |          |          |          |          |          |          |          |
| Académico Aeroporto | 5 - 1    | Santa Maria         | 8 de maio       |          |          |          |          |          |          |          |          |

## Evolução dos posições
| Clube / Semana          | 01 | 02 | 03 | 04 | 05 | 06 | 07 | 08 | 09 | 10 | 11 | 12 | 13 | 14 |
| ----------------------- | -- | -- | -- | -- | -- | -- | -- | -- | -- | -- | -- | -- | -- | -- |
| Académica (Espargos)    | 2  | 5  | 7  | 8  | 8  | 8  | 7  | 5  | 5  | 5  | 4  | 2  | 2  | 2  |
| Académico do Aeroporto  | 3  | 1  | 1  | 1  | 1  | 1  | 1  | 1  | 1  | 1  | 1  | 1  | 1  | 1  |
| ASGUI                   | 1  | 6  | 8  | 4  | 6  | 5  | 5  | 6  | 7  | 7  | 7  | 8  | 8  | 8  |
| Florença                | 5  | 2  | 3  | 6  | 5  | 6  | 6  | 7  | 6  | 6  | 6  | 6  | 6  | 6  |
| Futebol Clube Juventude | 4  | 7  | 4  | 7  | 7  | 7  | 8  | 8  | 8  | 8  | 8  | 7  | 7  | 7  |
| Palmeira                | 7  | 3  | 2  | 2  | 2  | 4  | 4  | 4  | 3  | 3  | 5  | 5  | 5  | 4  |
| SC Santa Maria          | 8  | 4  | 6  | 5  | 4  | 2  | 2  | 3  | 4  | 4  | 2  | 3  | 3  | 3  |
| Verdun                  | 6  | 8  | 5  | 3  | 3  | 3  | 3  | 2  | 2  | 2  | 3  | 4  | 4  | 5  |

| Venceador Académico do Aeroporto 13a título |

## Estadísticas
- Melhores vitórias::  Académico do Aeroporto 8-0 Académica do Sal (18 de abril)

ASGUI 1 – 6 Palmeira (27 de março)
ASGUI 0 – 5 Juventude (24 de abril)
- Melhores diferéncias de gols:

ASGUI 4 – 3 Verdun (6 de fevereiro)
ASGUI 1 – 6 Palmeira (27 de março)